# James S. T. Stranahan
James Samuel Thomas Stranahan (Madison, 25 de abril de 1808 - Saratoga Springs, 3 de septiembre de 1898) fue un político estadounidense, miembro de la Cámara de Representantes por el Estado de Nueva York y un funcionario municipal de Brooklyn.

## Primeros años
Nacido en Peterboro, Condado de Madison, Nueva York, siendo hijo de Samuel Stranahan y Lynda Josselyn. Asistió a las escuelas comunes y al Seminario Cazenovia. Fundó la ciudad de Florence en el condado de Oneida en 1832 y se dedicó al negocio de la madera. Fue director de correos de Florence y fue miembro de la Asamblea Estatal de Nueva York en 1838. Se mudó a Newark, Nueva Jersey en 1840 y se dedicó a la construcción de ferrocarriles.

## Política

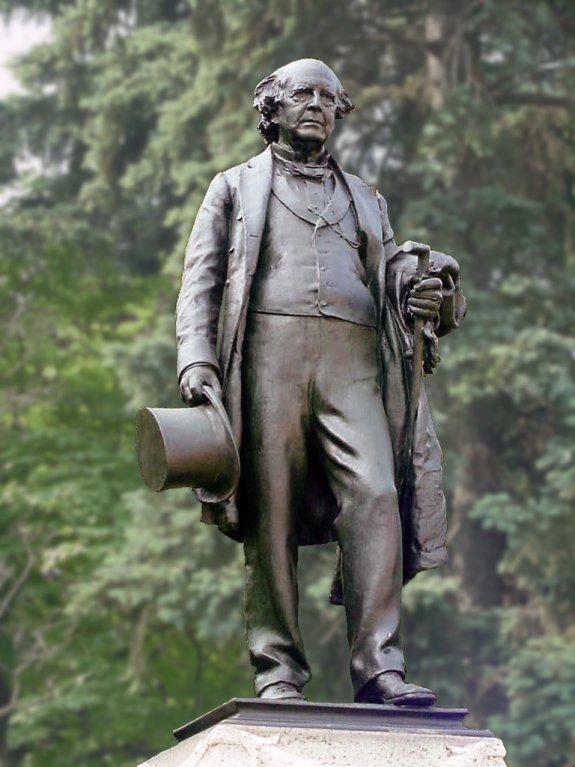
Estatua de James ST Stranahan de Frederick MacMonnies en Prospect Park, Brooklyn.

En 1844, Stranahan se mudó a Brooklyn y fue elegido concejal de esa ciudad en 1848. Fue elegido candidato del Partido de la Oposición al Trigésimo Cuarto Congreso y ocupó el cargo desde el 4 de marzo de 1855 hasta el 3 de marzo de 1857. Fue un candidato fracasado a la reelección en 1856 al trigésimo quinto Congreso y fue nombrado miembro de la comisión de policía metropolitana el 1 de enero de 1857. Fue elector presidencial en las listas republicanas en 1860 y 1888, y fue el presidente de la Comisión de Brooklyn Park de 1860 a 1882, donde jugó un papel decisivo en la obtención de fondos y apoyo político para el Prospect Park de Brooklyn. Por su trabajo en este sentido, se le conoció como el " Barón Haussman de Brooklyn", una referencia no siempre elogiosa al hombre que alteró la trama urbana de París. Stranahan fue fideicomisario de New York and Brooklyn Bridge Company, sirviendo como su presidente en 1885 y presidió su dedicación el 24 de mayo de 1883. En la década de 1890, el Sr. Stranahan promovió la consolidación de la ciudad de Brooklyn en una Gran Nueva York y fue un miembro activo de la Comisión que enmarcó la primera carta para la Ciudad de la Gran Nueva York.

## Fallecimiento
Stranahan falleció en su casa de verano en Saratoga Springs en 1898; El entierro fue en el cementerio Green-Wood de Brooklyn, Nueva York.